# خافي مورينو (لاعب كرة قدم)
خافي مورينو (بالإسبانية: Javier Moreno Arrones)‏ هو لاعب كرة قدم إسباني، ولد في 16 مايو 2000.